# 比拉
比拉（法語：Biras，法語發音：[biʁa]）是法国多尔多涅省的一个市镇，位于该省中部偏北，原属佩里格区，2017年起划至农特龙区。

## 地理
比拉（45°17'16"N, 0°38'20"E）面积19.43 平方千米，位于法国新阿基坦大区多爾多涅省，该省份为法国西南部内陆省份，是法國本土面积第三大的省，大致对应佩里戈尔地区，北起顺时针与夏朗德省、上维埃纳省、科雷兹省、洛特省、洛特-加龙省、吉倫特省和滨海夏朗德省接壤。
与比拉接壤的市镇（或旧市镇、城区）包括：布尔代耶、比萨克、莱韦克堡、佩里戈尔地区布朗托姆、佩里戈尔地区布朗托姆。
比拉的时区为UTC+01:00、UTC+02:00（夏令时）。

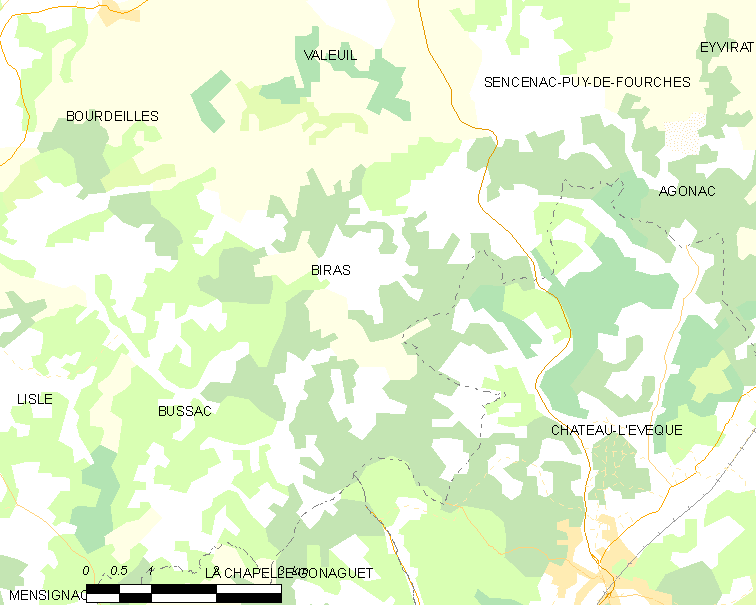
比拉的OSM定位图

## 行政
比拉的邮政编码为24310，INSEE市镇编码为24042。

## 政治
比拉所属的省级选区为佩里戈尔地区布朗托姆县。

## 人口

1962-2008年间比拉人口变化图示

比拉于2022年1月1日时的人口数量为715人。

## 交通
多尔多涅省省道D106E1线和D939线经过境内。